# ان‌جی‌سی ۲۹۰
ان‌جی‌سی ۲۹۰ (انگلیسی: NGC 290) یک خوشه باز از ستارگان در صورت فلکی جنوبی توکان است. این خوشه در ۵ سپتامبر ۱۸۲۶ توسط ستاره شناس اسکاتلندی، جیمز دانلوپ کشف شد.